# Le Barp
Barp – miejscowość i gmina we Francji, w regionie Nowa Akwitania, w departamencie Żyronda.
Według danych na rok 1990 gminę zamieszkiwały 2584 osoby, a gęstość zaludnienia wynosiła 24 osób/km² (wśród 2290 gmin Akwitanii Barp plasuje się na 169. miejscu pod względem liczby ludności, natomiast pod względem powierzchni na miejscu 28.).